# Felipe Calderón
Felipe Calderón Hinojosa (născut la 18 august 1962) este un politician din Mexic care a fost președintele  acestei țării între 1 decembrie 2006 - 30 noiembrie 2012. Este un membru al Partidului Acțiunii Naționale, unul din cele trei partide politic importante din Mexic. S-a născut în orașul Morelia, Michoacán.